# Džemal Kharčchadze
Džemal Kharčchadze (v gruzínštině: ჯემალ ქარჩხაძე; 13. května 1936 Lančchuti – 8. listopadu 1998 Tbilisi) byl gruzínský básník a romanopisec. Absolvoval Filozofickou fakultu Tbiliské státní univerzity, obor gruzínský jazyk. Psal romány a povídky. Mezi nejznámější patří román Karavana. Větší proslulosti dosáhl až po své smrti. Džemal Kharčchadze byl autor romantické faustiády Podnájemník, románu z hereckého prostředí Karavana a řady historizujících a sci-fi novel.

## Dílo
- Princ a drak, Karckhadze Publishing, 2014
- Antonio a David, 1987, Karchkhadze Publishing 2009, 2014 román
- Igi, 1977, Diogene Publishing, 2001
- Kompletní Povídky, Karchkhadze Publishing 2012
- Dimension, 2001, Karchkhadze Publishing, 2008, 2012 román
- Podnájemník, 1979, Karchkhadze Publishing, 2008, 2011 román
- Karavana, 1984, Karchkhadze Publishing 2012 román
- Zebulon, 1988, Karchkhadze Publishing, 2005, 2012 román
- Výčitky svědomí Jupitera, 1994, Karchkhadze Publishing 2009 román
- Květ Magnolia nebo Babička Anny smrt, Diogene Publishing, 1999